# كارول روس بارني
كارول روس بارني (بالإنجليزية: Carol Ross Barney)‏ هي مهندسة معمارية أمريكية، ولدت في 12 أبريل 1949 في شيكاغو في الولايات المتحدة.